# MTV India
MTV India est la version indienne de MTV, une chaîne de télévision spécialisée dans la musique, la télé-réalité, la culture et la jeunesse. Elle a été lancée en 1996 et fait partie de Viacom 18 Media basée à Bombay, une co-entreprise entre Viacom et Network 18 (en). MTV India est l'un des plus anciens réseaux de télévision musicale en Asie. MTV India est l'une des chaînes musicales les plus populaires du sous-continent indien, ayant des parts d'audience en Inde et aussi dans des pays comme le Bangladesh et le Sri Lanka. La plupart des programmes sur la chaîne est en hindi. 
MTV India a son bureau à Vile Parle, banlieue de Bombay.

## Programmation
Les émissions suivantes ont été diffusées sur MTV India:
- Bacardi Music CDs Legacy Competition
- Coke Studio @ MTV
- Idea! MTV VJ Hunt
- India's Next Top Model
- MTV Bachelor Pad
- MTV Big F
- MTV Breakfast Beats
- MTV Bring on the Night - une série de fiction
- MTV Crunch 2
- MTV Fanaah
- MTV Fanta Fantastic Five
- MTV Films
- MTV Girls Night Out
- MTV Gone in 60 Seconds
- MTV Girls On Top
- MTV Haunted Weekends
- MTV He Ticket
- MTV Heart Attack
- MTV Angels of Rock
- MTV Hits
- MTV Jhand Hogi Sab Ki
- MTV Jump
- MTV Kaisi Yeh Yaariyan
- MTV Kickass Mornings
- Kitni Mast Hai Zindagi
- MTV Love School
- MTV Nuon Making The Cut
- MTV One Short Plot
- MTV Pyaar Vyaar and All That
- MTV Rann VJ Run
- MTV Remix Ride - Airs old pop remix songs from 90s and 2000s
- MTV Roadies - Une série de réalité d'aventure, avec des motards voyageant à travers le pays
- MTV Rock On
- MTV Rush
- MTV Sound Trippin - spectacle de musique
- MTV Splitsvilla - Un reality show dating
- MTV Stripped
- MTV Stuntmania - Un spectacle de cascade organisé par stunt directeur Allan Amin
- MTV Style Check
- MTV Traffic
- MTV Trackstar
- MTV True Life
- MTV Unplugged
- MTV Warrior High
- MTV Wassup - voix de Youngistaan
- MTV Webbed
- MTV Webbed 2
- MTV What the Hack! - Co-organisé par Ankit Fadia
- MTV Why So Cyrus?
- MTV Campus Diaries
- Nano Drive with MTV
- Time Out With Imam
- Teacher's and MTV Aquanoon party[2]